# Elise Dahl

Elise Dahl (Frederikstad, 1836-Christiania, 25 juli 1886) was een Noors pianiste.
Elise Dahl groeide op in het pleeggezin van haar oom met de achternaam Werenskiold. Ze kreeg haar pianolessen gedurende twee jaar van pianist en componist Adolf von Henselt in Sint Petersburg. In december 1869 verscheen een advertentie waarin ze aankondigde lessen te gaan geven in Oslo. Haar voormalige docent beval haar aan vanuit Sint Petersburg.
Enkele concerten:
- 28 september 1869 gaf ze een concert met pianiste Agathe Backer-Grøndahl en fluitist Oluf Svendsen; Dahl speelde onder meer een pianoconcert van Johann Nepomuk Hummel samen met het orkest van het Christiania Theater onder leiding van Johan Hennum; samen met Backer speelde ze Jeunesse d’amour van Adolf von Henselt.
- 14 oktober 1869: concert samen met Gudbrand Bohn, een van de gebroeders Hansen, Johan Hennum en Fredrik Ursin met eerder genoemd orkest.
- 5 juli 1870 begeleidde ze de wereldberoemde violist Henryk Wieniawski in de Vrijmetselaarsloge in Oslo
- 9 maart 1871 is ze betrokken bij een Edvard Grieg-concert met onder meer wereken van Henselt en Carl Maria von Weber
- 24 november 1875: ze begeleidde zangeres Lona Gulowsen, samen met Thorvald Lammers en Martin Ursin in de Vrijmetselaarsloge
- 7 februari 1880: ze begeleidde Ida Basilier-Magelssen onder meer met Thorvald Lammers